# الحركة المورية المغربية
الحركة المورية المغربية (بالفرنسية: Mouvement Moorish) أو حركة الموريين أو الموريش هي حركة قومية متطرفة مغربية، ظهرت لأول مرة في عام 2017، تنشط بشكل أساسي على الأنترنت وتستعمل منصات التواصل الاجتماعي، ، هدفها احياء الماضي الامبراطوري المجيد للمملكة المغربية، الذي تؤمن بتفرده وخصوصية وهيمئنته على جميع دول المغرب العربي، التي تتهمها باختلاس تاريخها وتراثها. تُعرف أيديولوجيتها باسم تامغريبت.
تواجه الحركة انتقادات تتعلق بمصداقية منشوراتها وحملات الترهيب والتشهير والتضليل الإعلامي التي تقوم بها.

## تاريخ الحركة
حسب وكالة الأنباء الإسبانية إفي، فإن الحركة الموريشية لا تمت بأي صلة لجماعة Moorish sovereign citizens في الولايات المتحدة، الذين يُعتبرون "مجموعة من السود يدَّعون أن أسلافهم، في زمن العبودية، كانوا من أصول مغربية".  
ظهرت الحركة الموريشية عام 2017، وانتشرت عبر وسائل التواصل الاجتماعي. بدأت بنشر منشورات حول الفلكلور المغربي، ثم تطورت تدريجياً، ومع اكتساب قاعدة من المؤيدين، تحولت هذه الحسابات إلى الترويج للقومية، مع إظهار إعجاب واضح بشخصيات مثل بوتين وأردوغان، وعداء تجاه "الإسلاميين" و"اليساريين" والجزائر، وتمجيد أحياناً للعنف ضد الجزائر وجبهة البوليساريو. كما تضمنت منشوراتهم صوراً ساخرة (ميمات) للحسن الثاني أو الضفدع بيبي.  
في مارس 2022، ذكرت الجريدة المغربية الناطقة بالعربية "الصباح" أن هذه التيار الناشئ على وسائل التواصل الاجتماعي يمجد "تفوق العرق الموري" ويدعو إلى طرد المهاجرين "القادمين من دول جنوب الصحراء"، خاصة عبر صفحات فيسبوك. وأوضحت أن هذه الأفكار العنصرية تجد صدىً معيناً في المغرب، مشيرة إلى أن البلاد تواجه تصاعداً حقيقياً لـ"حركة متطرفة".  
لا يُعرف على وجه الدقة من يقف وراء هذه الحركة. لكن باحثاً أوروبياً يرى أن "شخصاً ما يدير هذه الحركة من الأعلى، فمثلاً، عدة حسابات على تويتر تعود لأشخاص مقربين من بعض الدبلوماسيين". وفقاً لوكالة إفي، فإن الحركة تحظى أيضاً بدعم حكومي، حيث تُعتبر كياناً قادراً على سد الفراغ الثقافي والسياسي في مواجهة صعود التيارات الإسلامية. فيما يرى عدد من الصحفيين المغاربة أن أجهزة الاستخبارات قد تكون وراء هذه الشبكات، لكن دون تقديم أدلة.

## أهداف الحركة

رمز يُستخدم عمومًا من قبل الحركة، تزعم أنه علم المرينيين، في حين أنه في الواقع هو عبارة عن نسخة من أحد الأعلام التي تم الاستيلاء عليها عام 1908 من قبل الفرنسيين في المغرب، دون أي دليل على كونه مرينيًا.

الهدف المعلن للحركة هو "إحياء الماضي المجيد والعريق للمغرب الإمبراطوري والدفاع عن فرادة المملكة في وجه التهديدات القادمة من كل الجهات"، وهي تهاجم كل من تعتبرهم "أعداء الأمة". وتعتمد الحركة على سرديات أيديولوجية تفتقر إلى الأسس، وتتبنّى توجهات إقصائية، دون حجج علمية قوية لتبرير تفرد المملكة المغربية. كما تدعو أنصارها إلى تبنّي تأويل وطني جديد للتاريخ، بهدف تعزيز شعور بالفخر الوطني قائم على المفهوم الأيديولوجي لـ"تامغرابيت".
بحسب المحلل السوسيولوجي المغربي بوعشيب مجدو، فإن "شعبية هذه المجموعات تستمد زخمها وتتغذى من هذا الصراع (الضمني والظاهر) مع [جيراننا] الجزائريين." وقد وصف أحد المتحدثين باسم الحركة المورية، في تصريح لوسيلة الإعلام المغربية Media24، هذا التيار بأنه حركة قومية افتراضية تضم اتجاهات متنوعة وتهدف إلى الترويج لفرادة المغرب. كما أشار إلى أن الحركة تتناول قضايا التاريخ، والهوية، وخصوصية الثقافة المغربية، مؤكدًا وجود كمٍّ كبير من التضليل في هذا المجال، إلى جانب الجهل واللامبالاة المنتشرة على نطاق واسع.
وفقًا لوكالة الأنباء الإسبانية إفي، فإن هذا التيار لا ينتمي سياسيًا إلى التيار الإسلامي، لكنه يضم عددًا كبيرًا من النخبة الليبرالية المغربية التي تؤمن بفرادة المغرب وتميّزه عن باقي الأمم، وهي فرادة تشكّلت، بحسبهم، منذ عهد مملكة موريطانيا.
بحسب رشيد أشاشي، ينقسم "الموريش" إلى تيارين اثنين: من جهة، حركة Pulse – ثقافة مضادة في المغرب، التي نشأت عام 2016، وتستوحي أفكارها من الليبرالية البريطانية. ومن جهة أخرى، هناك تيار آخر ينشط على وسائل التواصل الاجتماعي، لكنه لا يتطرق إلى القضايا الاقتصادية، على عكس التيار الأول الذي ينتقد دعاة الحمائية الاقتصادية. ورغم الاختلافات، يشترك التياران في أيديولوجية الهيمنة الثقافية على منطقة المغرب العربي.
كما يتكوّن هذا التيار من جالية مقيمة في فرنسا وبلجيكا، تدّعي تبنّي قومية ووطنية مغربية 100%، على الرغم من أن معظم هؤلاء الأشخاص لا يقيمون في المغرب ولم يسبق لهم العيش فيه. وغالبًا ما يستخدم نشطاء هذا التيار علَمًا يزعمون أنه راية الدولة المرينية.

## منشورات الحركة
أوضح عالم اجتماع متخصص في شبكات التواصل الاجتماعي، فضّل عدم الكشف عن هويته (لتجنّب هجمات تيار "الموريش") في تصريح لموقع Media24 المغربي، أن من أساليب هذا التيار نَسْب مفكّرين مثل عبد الله العروي إلى توجههم، وذلك من خلال تحريف مقاطع من كتاباته لتتماشى مع رؤيتهم للمملكة. وبحسب هذا الخبير، يتم بفضل التكنولوجيا اقتطاع هذه المقاطع من سياقها، وتحريفها ثم تداولها على نطاق واسع حتى تصبح شائعة، في حين أن العروي نفسه، لو كان على قيد الحياة، لم يكن ليوافق على مثل هذا الاستخدام لأفكاره.
كما يعمل هذا التيار على نشر تصور حول "المغرب الإمبراطوري"، مدعيًا أن الدولة المغربية الحالية هي امتداد مباشر للسلالات الحاكمة القديمة التي سيطرت على المنطقة، وهو أمر لا يعكس الحقيقة التاريخية.
يرى رشيد أشاشي أن هذا التيار أقرب إلى حركة مراهِقة تفتقر إلى الهيكلة، وأن مستوى المحتوى الذي ينتجه لا يتجاوز مستوى ويكيبيديا.
يستخدم التيار منصات التواصل الاجتماعي ومواقع إلكترونية مثل MoorishTimes للتواصل والترويج لأفكاره.

## حملات وتهجم
في تقرير نُشر من قِبل مجموعة Meta في فبراير 2021، ذُكر أن الشركة قامت بـ«حذف 385 حسابًا على فيسبوك، و6 صفحات، و40 حسابًا على إنستغرام بسبب انتهاك سياستها المتعلقة بالسلوكيات غير الأصيلة المنسّقة». وأشار التقرير إلى أن هذا الشبكة كانت متمركزة أساسًا في المغرب وتستهدف جمهورًا محليًا.
وأوضح التقرير أن المسؤولين عن هذه الشبكة كانوا يستخدمون حسابات وهمية، وكانوا ينشرون بشكل «متزامن» في عدة مجموعات بهدف إعطاء انطباع زائف بشعبية محتواهم. كما استخدمت هذه الحسابات بشكل متكرر للتعليق على الأخبار و«المقالات الداعمة للحكومة» من وسائل إعلام مختلفة، من بينها شوف تيفي.
وبحسب تقرير صادر عن منظمة فريدم هاوس في عام 2021، لعبت الحسابات المرتبطة بهذا التيار على وسائل التواصل الاجتماعي دورًا في نشر المعلومات المضللة والدعاية الموالية للحكومة. وقد تبنّت هذه الحسابات أسلوبًا بصريًا على الإنترنت مشابهًا لليمين المتطرف، وشاركت محتوى «قومجيًا متطرفًا، عرقيًا، معاديًا للنساء وعنصريًا». وأضاف التقرير أن مسؤولين مغاربة تفاعلوا بانتظام مع هذه الحسابات، من خلال الإعجاب ومشاركة محتواها، بينما قامت بعض حسابات التيار بالترويج النشط لمحتويات صادرة عن حسابات رسمية، من ضمنها حسابات دبلوماسيين وسفارات، مع استهداف نشطاء وصحفيين على الإنترنت.
كان اللاعب الدولي السابق عبد السلام وادو هدفًا لهجمات وإهانات على خلفية دعوته للعب النظيف بين الجماهير الجزائرية والمغربية خلال مباراة كأس العرب. وقد رُبطت هذه الهجمات كثيرًا بتيار الموريش، وترافقت مع تحريف لصورته تحمل دلالات عنصرية. وعلى تويتر، أدان وادو هذه الهجمات، وشارك أمثلة على محتويات عنصرية صادرة عن هذا التيار، واصفًا إيديولوجياته بأنها عنصرية، كارهة للأجانب، ورهاب المثلية.
وتعرّض الوزير المغربي عثمان الفردوس لانتقادات من طرف هذا التيار بعد أن تم الاعتراف بـ"الكسكس" من قِبل اليونسكو كتراث غير مادي لجميع دول المغرب العربي. واعتبر التيار ذلك خيانة من الوزير وهزيمة للدولة، مدّعيًا أن دولًا مثل الجزائر وموريتانيا وتونس تسعى لـ«الاستيلاء» على طبق مغربي أصيل. ومن خلال هذا الهجوم، حاول التيار بناء أسطورة تُقنع فئات واسعة، خصوصًا الشباب، بأن هناك نية لدى دول المغرب الكبير لسلب التراث المغربي.
وبعد أن نشر مروان حرماش سلسلة تغريدات ينتقد فيها هذا التيار، تعرّض للتهديد والترهيب من طرف أنصاره. واتهمه التيار بأنه حليف لقوى أجنبية تسعى لزعزعة استقرار الأمة المغربية، واعتبر أن إعجاب حساب الاتحاد الأوروبي بتغريدته يُعد دليلاً على ذلك، مما أدى إلى حملة هجوم عليه. وردّ حرماش بأن التيار لا يرد على جوهر الانتقادات، بل يلجأ إلى اتهامات غير مؤسسة، وهو ما يُعد دليلاً على خطورته على البلاد.
في عام 2020، شنّ هاكرز مغاربة هجمات إلكترونية استهدفت مواقع جزائرية، وقد تميزت هذه الهجمات باستخدام شعار حركة الموريش على الصفحات الرئيسية للمواقع المُخترقة.
وفي عام 2023، مارس التيار ضغطًا لإلغاء حفل مغني الراب الفرنسي بوبا في مراكش، متّهمين إياه بالإساءة للمرأة المغربية.
كما عبّر التيار عن موقفه في قضية إبراهيم بوهلال، الذي سُجن في المغرب، وساهم في تدخل المحامين، معبّرين عن أملهم بأن تكون هذه القضية عبرة للفنانين الذين قد يفكرون في ارتكاب أفعال مماثلة.

## نتائج
تم حذف عدد من الحسابات المرتبطة بهذا التيار من قِبل شركة Meta، بعد مشاركتها في حملات هجومية استهدفت الجزائر، والصحفيين المستقلين، والنسويات، والناشطين اليساريين، وجبهة البوليساريو. وردًا على هذه الهجمات، ظهرت حسابات مضادة تُعرف باسم "Dzoorish" (وهو اسم ساخر اختير كإجابة على "Moorish")، حيث بدأت هي الأخرى في نشر معلومات مضللة، مما أدى إلى تصعيد حرب المعلومات على شبكات التواصل الاجتماعي.
فعلى سبيل المثال، في خضم هذه الحرب، قام بعض الأطراف باستخدام الهوية البصرية للرئاسة الجزائرية لنشر بيانات مزيفة عن وفاة الرئيس عبد المجيد تبون، في حين أطراف أخرى عبر استخدام شعار صحيفة "هسبريس" المغربية للإدعاء كذبًا بوفاة الملك محمد السادس.
وبحسب تقارير حول الأزمة بين البلدين، فإن مثل هذه المنشورات فاقمت التوترات القائمة أصلًا بين النظامين الجزائري والمغربي، وسرعان ما انتقلت العدوى إلى الرأي العام، مما ساهم في تدهور العلاقات رغم طيبة العلاقات في السابق.
وتشير وكالة الأنباء إفي إلى أن هذا التيار واجه انتقادات داخل المغرب، حيث يُتّهم بمحاولة خلق كيان أو هوية جديدة في سياق يعاني أصلًا من أزمة هوية.